# URBO bankas
Die URBO bankas ist ein Kreditinstitut in Litauen. Am 1. Februar 2024 wurde die bisherige Medicinos bankas in Urbo Bankas umbenannt. Für das Jahr 2024 sind die größten Anteilseigner „Konstantinas Karos“ mit 90,13 Prozent und „Western Petroleum Limited“ mit 9,87 Prozent.